# Tour des Flandres 1971
Le Tour des Flandres 1971 est la 55e édition du Tour des Flandres. La course a lieu le 4 avril 1971, avec un départ à Gand et une arrivée à Merelbeke sur un parcours de 268 kilomètres. 
Le vainqueur final est le coureur Néerlandais Evert Dolman, qui s'impose avec deux secondes d'avance à Merelbeke sur un groupe de 14 coureurs. Le Belge Frans Kerremans et le Français Cyrille Guimard complètent le podium.

## Classement final
|    | Coureur                | Pays     | Équipe                   | Temps           |
| -- | ---------------------- | -------- | ------------------------ | --------------- |
| 1  | Evert Dolman           | Pays-Bas | Flandria-Mars            | 6 h 12 min 00 s |
| 2  | Frans Kerremans        | Belgique | Hertekamp-Magniflex-Novy | + 02 s          |
| 3  | Cyrille Guimard        | France   | Fagor-Mercier-Hutchinson | m. t.           |
| 4  | Georges Van Coningsloo | Belgique | Molteni                  | m. t.           |
| 5  | Frans Mintjens         | Belgique | Molteni                  | m. t.           |
| 6  | Jan Janssen            | Pays-Bas | Bic                      | m. t.           |
| 7  | Jan Krekels            | Pays-Bas | Goudsmit-Hoff            | m. t.           |
| 8  | Tony Houbrechts        | Belgique | Salvarani                | m. t.           |
| 9  | Ole Ritter             | Danemark | Dreher                   | m. t.           |
| 10 | Frans Maes             | Belgique | Goldor                   | m. t.           |